# Provincia de Cautín
Cautín es una provincia ubicada en la zona sur del país, junto a la provincia de Malleco conforma la Región de La Araucanía.
Limita al norte con la Provincia de Malleco y con la de Arauco en la Región del Biobío; al sur con la Provincia de Valdivia, Región de Los Ríos; al este con la provincia de Neuquén en Argentina y al oeste se encuentra el océano Pacífico.
Su población es de 668 560 habitantes. Las ciudades más importantes son Temuco, Villarrica, Pucón, Lautaro y Nueva Imperial. Dentro de sus economías principales se puede encontrar la forestal, agrícola y ganadera. Su clima es húmedo, lluvioso en invierno y generalmente cálido en verano.
Actualmente es la provincia con más comunas de Chile luego de la provincia de Santiago.

## Historia
Con el Proceso de Regionalización de la década de 1970, se crea la IX Región de la Araucanía,
Mediante el Decreto Ley 1.213 de 27 de octubre de 1975, (publicado en D.O. el 4 de noviembre de 1975) se dividen las regiones del país en provincias: Así la Región de la Araucanía está compuesta por las Provincias de Cautín  y Malleco (creadas a partir de las antiguas provincias de Cautín y Malleco).

## Turismo

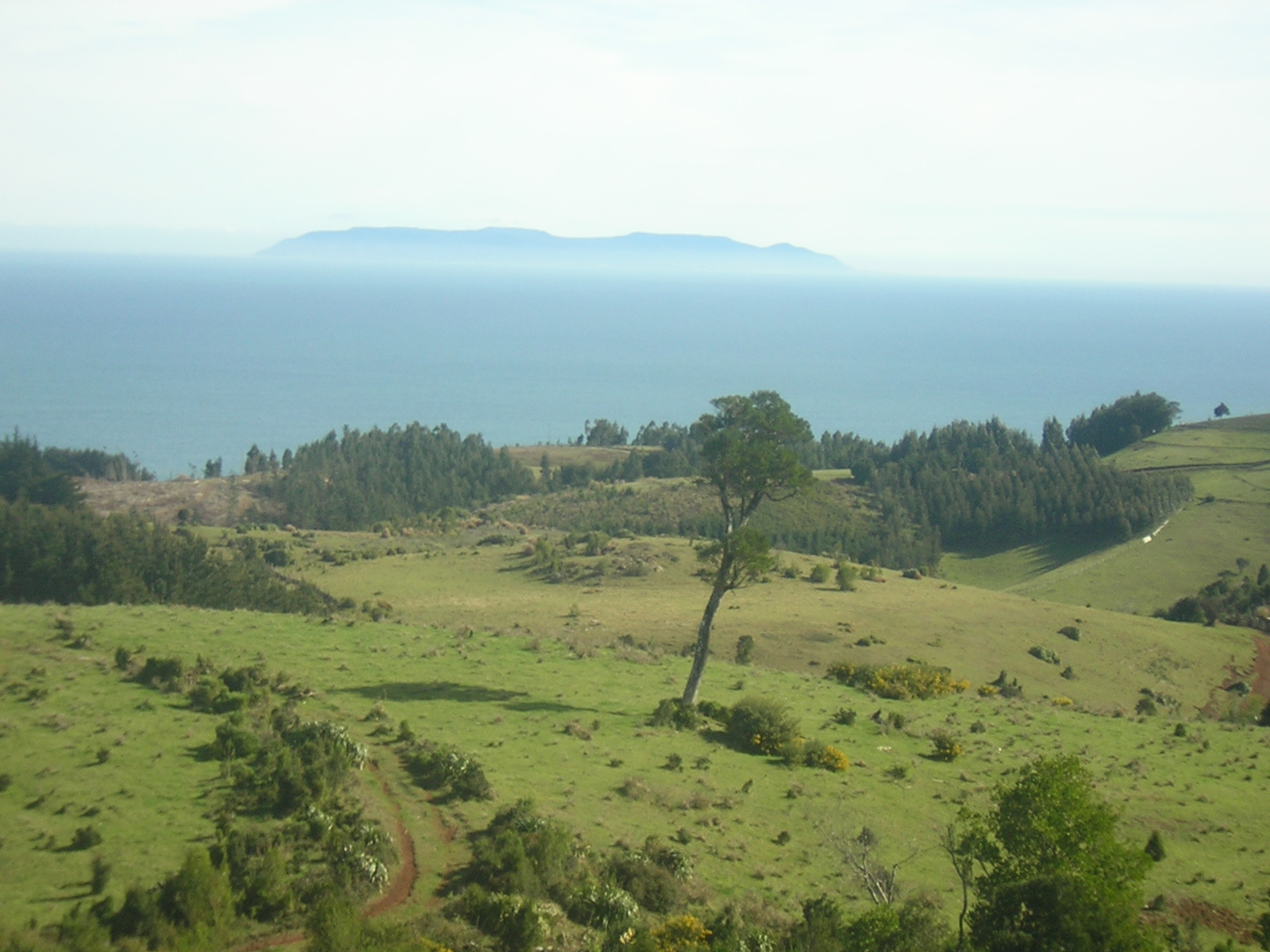
Sector costero de la comuna de Carahue.

Dentro del turismo, la Provincia de Cautín, se destaca en sus lagos y playas ubicadas en la llamada zona lacustre de la región, dentro de esta zona la ciudad más conocida a nivel internacional es Pucón. Aquí y en su ruta hasta Villarrica se ubican playas, el Volcán Villarrica, y diferentes lugares para pasar sus vacaciones.
También se encuentra al sur de Villarrica y a orillas del lago Calafquén, el balneario de Licán Ray, que es también una de los tantos lugares con playas, paisajes y mucho más, que ofrece la zona lacustre.
Hacia la costa, la Provincia de Cautín también ofrece playas, tales como los lugares de Puerto Saavedra, Boca Budi y balnearios cercanos a estos lugares.

## Economía
La principal actividad económica de la provincia es la silvoagropecuaria, destacando los cultivos tradicionales de cereales como son el trigo y la avena. En la zona de la comuna de Carahue se destaca el cultivo de la papa. Pero en las comunas de Teodoro Schmidt y Toltén se encuentran los mayores productores de la papa. Además, es destacable la producción pecuaria, especialmente el rubro bovinos.
En 2018, la cantidad de empresas registradas en la provincia de Cautín fue de 17.496. El Índice de Complejidad Económica (ECI) en el mismo año fue de 1,16, mientras que las actividades económicas con mayor índice de Ventaja Comparativa Revelada (RCA) fueron Fabricación de Carbón Vegetal y Briquetas (49,68), Establecimientos de Enseñanza Primaria y Secundaria para Adultos (33,99) y Venta al por Mayor de Combustibles Sólidos (15,53).

## Comunas
La Provincia de Cautín se divide en 21 comunas, de las 32 de la región, las cuales corresponden a:
- Temuco Capital Provincial.
- Carahue
- Cholchol
- Cunco
- Curarrehue
- Freire
- Galvarino
- Gorbea
- Lautaro
- Loncoche
- Melipeuco
- Nueva Imperial
- Padre Las Casas
- Perquenco
- Pitrufquén
- Pucón
- Saavedra
- Teodoro Schmidt
- Toltén
- Vilcún
- Villarrica

## Autoridades
Las autoridades son nombradas directamente por el Presidente de la República y se mantienen en su cargo mientras cuenten con su confianza.

### Gobernador Provincial (1990-2021)

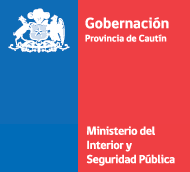
Logotipo de la Gobernación de la Provincia de Cautín hasta 2021.

Los siguientes fueron los gobernadores provinciales de Cautín.
| Gobernador(a)                     | Partido       | Partido | Inicio                  | Final                   | Presidente(a) | Presidente(a)           |
| --------------------------------- | ------------- | ------- | ----------------------- | ----------------------- | ------------- | ----------------------- |
| Humberto del Pino Sandoval        |               | PAC     | 11 de marzo de 1990     | 11 de marzo de 1994     |               | Patricio Aylwin         |
| Isaac Vergara Torres              |               | PDC     | 1996                    | 11 de marzo de 2000     |               | Eduardo Frei Ruíz-Tagle |
| Isaac Vergara Torres              | Ricardo Lagos | PDC     | 1996                    | 11 de marzo de 2000     |               |                         |
| Solange Chesta                    |               | PDC     | 11 de marzo de 2006     | 14 de marzo de 2006     |               | Michelle Bachelet       |
| Yolanda Pérez Pesso               |               | PDC     | 17 de marzo de 2006     | 14 de junio de 2008     |               | Michelle Bachelet       |
| Andrés Jouannet Valderrama        |               | PDC     | 14 de junio de 2008     | 10 de diciembre de 2008 |               | Michelle Bachelet       |
| Christian Dulansky                |               | PS      | 10 de diciembre de 2008 | 11 de marzo de 2010     |               | Michelle Bachelet       |
| Miguel Mellado Suazo              |               | RN      | 11 de marzo de 2010     | 15 de agosto de 2013    |               | Sebastián Piñera        |
| Sara Amelia Suazo Suazo           |               | RN      | 27 de agosto de 2013    | 11 de marzo de 2014     |               | Sebastián Piñera        |
| José Francisco Montalva Feuerhake |               | PPD     | 11 de marzo de 2014     | 10 de noviembre de 2016 |               | Michelle Bachelet       |
| Mario González Rebolledo (s)      |               | PRSD    | 10 de noviembre de 2016 | 20 de diciembre de 2016 |               | Michelle Bachelet       |
| Ricardo Chancerel González        |               | PPD     | 20 de diciembre de 2016 | 11 de marzo de 2018     |               | Michelle Bachelet       |
| Mauricio Ojeda Rebolledo          |               | Evópoli | 11 de marzo de 2018     | 24 de octubre de 2019   |               | Sebastián Piñera        |
| Richard Caifal Piutrín            |               | Evópoli | 27 de noviembre de 2019 | 14 de julio de 2021     |               | Sebastián Piñera        |

### Delegado Presidencial Provincial (desde 2021)
Actualmente la provincia de Cautín no posee un Delegado Presidencial Provincial. Con la nueva ley de descentralización, las gobernaciones de las capitales regionales se extinguen junto con las intendencias, generando una fusión en sus equipos de trabajo, pasando a conformar la Delegación Presidencial Regional, a cargo del Delegado presidencial regional de La Araucanía. Por lo cual no existe una Delegación presidencial provincial de Cautín.